# Truth Serum
Truth Serum es el EP debut de la cantante y compositora sueca Tove Lo. Su lanzamiento se dio el 3 de marzo de 2014 en Escocia como descarga digital. El EP incluye la canción "Habits (Stay High)" y "Out of Mind". El EP alcanzó la posición número 13 en la lista de Swedish Albums.

## Sencillos
"Out of Mind" fue lanzado como primer sencillo del EP el 16 de octubre de 2013. "Habits (Stay High)" fue lanzado como el segundo sencillo del EP el 6 de diciembre de 2013. La canción alcanzó el número 10 en la lista de Danish Singles Chart. Y también figuró en el número 6 en el UK Singles Chart.

## Recepción crítica
El álbum marcó 6 de 10 en la NME, donde describió el álbum como un "cuestionador de la sociedad" de la frase de la canción "Habits (Stay High)": "yo como mi cena en mi bañera, luego voy a los clubes de sexo" ('Habits') es claramente alterar el statu quo.

## Estilo
El estilo de la cantante al escribir sus canciones, es basado en sus propias experiencias. El álbum es una historia de una relación que la artista tuvo desde el principio hasta el final. Desde lo más alto como se oye en "Not On Drugs" hasta lo más bajo en "Habits (Stay High)".

## Lista de canciones
| First international version |                                                  |                                                                |          |  |
| N.º                         | Título                                           | Escritor(es)                                                   | Duración |  |
| 1.                          | «Not on Drugs»                                   | Tove Nilsson Alx Reuterskiöld Jakob Jerlström Ludvig Söderberg | 3:03     |  |
| 2.                          | «Paradise»                                       | Nilsson Elliot Wilkins Michael Orabiyi                         | 3:03     |  |
| 3.                          | «Over»                                           | Nilsson Jason Gill Mattias Larsson Robin Fredriksson           | 3:44     |  |
| 4.                          | «Habits (Stay High)»                             | Nilsson Jerlström Söderberg                                    | 3:29     |  |
| 5.                          | «Out of Mind»                                    | Nilsson Reuterskiöld N. Cobey                                  | 3:09     |  |
| 6.                          | «Stay High (Habits remix)» (con Hippie Sabotage) | Nilsson Jerlström Söderberg                                    | 4:17     |  |

### Edición Sueca
| N.º | Título                                           | Escritor(es)                             | Duración |  |
| 1.  | «Love Ballad»                                    | Nilsson Jerlström Söderberg              | 3:28     |  |
| 2.  | «Not on Drugs»                                   | Nilsson Reuterskiöld Jerlström Söderberg | 3:03     |  |
| 3.  | «Paradise»                                       | Nilsson Wilkins Orabiyi                  | 3:03     |  |
| 4.  | «Over»                                           | Nilsson Gill Larsson Fredriksson         | 3:44     |  |
| 5.  | «Habits (Stay High)»                             | Nilsson Jerlström Söderberg              | 3:29     |  |
| 6.  | «Out of Mind»                                    | Nilsson Reuterskiöld Cobey               | 3:09     |  |
| 7.  | «Stay High (Habits remix)» (con Hippie Sabotage) | Nilsson Jerlström Söderberg              | 4:17     |  |

### Relanzamiento
| N.º | Título                                     | Escritor(es)                     | Duración |  |
| 1.  | «Paradise»                                 | Nilsson Wilkins Orabiyi          | 3:03     |  |
| 2.  | «Over»                                     | Nilsson Gill Larsson Fredriksson | 3:44     |  |
| 3.  | «Habits (Stay High)» (Oliver Nelson Remix) | Nilsson Jerlström Söderberg      | 4:10     |  |
| 4.  | «Out of Mind»                              | Nilsson Reuterskiöld Cobey       | 3:09     |  |

## Posicionamiento en listas
| Lista (2014)                            | Posición |
| --------------------------------------- | -------- |
| Australian Albums (ARIA)                | 99       |
| Australian Hitseeker Albums (ARIA)      | 1        |
| Finlandia (Suomen Virallinen Lista)     | 30       |
| Noruega (VG-lista)                      | 8        |
| Suecia (Sverigetopplistan)              | 13       |
| Estados Unidos (Top Heatseekers Albums) | 6        |

## Historia de lanzamiento
| País   | Fecha              | Formato          | Discografía       |
| ------ | ------------------ | ---------------- | ----------------- |
| Suecia | 3 de marzo de 2014 | Descarga digital | Universal Records |